# Somatina sanctithomae
Somatina sanctithomae är en fjärilsart som beskrevs av Claude Herbulot 1958. Somatina sanctithomae ingår i släktet Somatina och familjen mätare. Inga underarter finns listade i Catalogue of Life.